# Ligue A
Die Ligue A  ist die höchste Spielklasse des nationalen Fußballverbands von Burundi. Ausgetragen wird die Liga vom burundischen Fußballverband. An dem Spielbetrieb nehmen 16 Mannschaften teil.

## Meister
- 1963: Stella Matutina FC (Bujumbura)
- 1964: Stella Matutina FC (Bujumbura)
- 1965: Maniema Fantastique (Bujumbura)
- 1966: Maniema Fantastique (Bujumbura)
- 1967: Maniema Fantastique (Bujumbura)
- 1968: Maniema Fantastique (Bujumbura)
- 1969: Espoir FC (Bujumbura)
- 1970: Inter FC (Bujumbura) **
- 1971: TP Bata (Bujumbura) ***
- 1972: Burundi Sport Dynamik (Bujumbura) **
- 1973: nicht ausgetragen
- 1974: Inter FC (Bujumbura) **
- 1975: Inter FC (Bujumbura)
- 1976: Prince Louis FC (Bujumbura) **
- 1977: Inter FC (Bujumbura)  */**
- 1978: Inter FC (Bujumbura) **
- 1979: Vital’O FC (Bujumbura)
- 1980: Vital’O FC (Bujumbura)
- 1981: Vital’O FC (Bujumbura)
- 1982: Maniema Fantastique (Bujumbura) **
- 1983: Vital’O FC (Bujumbura)
- 1984: Vital’O FC (Bujumbura)
- 1985: Inter FC (Bujumbura)
- 1986: Vital’O FC (Bujumbura)
- 1987: Inter FC (Bujumbura) **
- 1988: Inter FC (Bujumbura) *
- 1989: Inter FC (Bujumbura) **
- 1990: Vital’O FC (Bujumbura)
- 1991: AS Inter Star (Bujumbura) **
- 1992: AS Inter Star (Bujumbura)
- 1993: not held or abandoned
- 1994: Vital’O FC (Bujumbura)
- 1995: Maniema Fantastique (Bujumbura)
- 1996: Vital’O FC (Bujumbura)
- 1997: Maniema FC (Maniema)
- 1998: Vital’O FC (Bujumbura)
- 1999: Vital’O FC (Bujumbura)
- 2000: Vital’O FC (Bujumbura)
- 2001: Prince Louis FC (Bujumbura)
- 2002: Muzinga FC (Bujumbura)
- 2003: abgebrochen
- 2004: Athlético Olympic FC (Bujumbura)
- 2005: AS Inter Star (Bujumbura)
- 2006: Vital’O FC (Bujumbura)
- 2007: Vital’O FC (Bujumbura)
- 2008: AS Inter Star (Bujumbura)
- 2009: Vital’O FC (Bujumbura)
- 2010: Vital’O FC (Bujumbura)
- 2010/11: Athlético Olympic FC (Bujumbura)
- 2011/12: Vital’O FC (Bujumbura)
- 2012/13: Flambeau de l’Est (Ruyigi)
- 2013/14: LLB Académic FC (Bujumbura)
- 2014/15: Vital’O FC (Bujumbura)
- 2015/16: Vital’O FC (Bujumbura)
- 2016/17: LLB Sports4Africa FC (Bujumbura)
- 2017/18: Le Messager FC de Ngozi
- 2018/19: Aigle Noir Makamba
- 2019/20: Le Messager FC de Ngozi
- 2020/21: Le Messager FC de Ngozi
- 2021/22: Flambeau du Centre
- 2022/23: Bumamuru FC
- 2023/24: Vital’O FC
- 2024/25: Aigle Noir CS